# Bangu Atlético Clube
Pour les articles homonymes, voir Bangu.
Maillots
Dernière mise à jour : 2 mars 2018.
Bangu Atlético Clube, communément appelé Bangu, est un club brésilien de Rio de Janeiro dans l'État de Rio de Janeiro, fondé le 17 avril 1904.

## Historique
Le club tient ses origines dans l’entreprise « Fábrica Bangu », située dans le quartier de Bangu à Rio de Janeiro. Des Anglais qui travaillaient dans cette entreprise ont amené le football aux autres travailleurs.
En décembre 1903, Andrew Procter a émis l’idée de fonder un club en voyant l’enthousiasme de ses collègues pour le football. Le club a été fondé le 17 avril 1904 sous le nom de Bangu Atlético Clube.
En 1933, Bangu a remporté son premier titre de champion de l'État de Rio de Janeiro, puis un second en 1966.
En 1967, l’équipe de Bangu a participé au championnat de la United Soccer Association sous le nom des « Houston Stars ». Elle finit avec quatre victoires, quatre nuls et quatre défaites, mais a eu le record de spectateurs avec une moyenne de 19 000 spectateurs par match.
En 1985, Bangu a terminé deuxième du Campeonato Brasileiro (championnat du Brésil de football), gagnant ainsi le droit de participer à la Copa Libertadores en 1986.

## Palmarès
- Championnat du Brésil :
  - Vice-champion : 1985 ;

- Championnat de Rio (2) :
  - Champion : 1933 et 1966 ;

- Taça Rio (1) :
  - Vainqueur : 1987 ;

- Tournoi initial (4) : 
  - Vainqueur : 1934, 1950, 1955 et 1964.

## Joueurs emblématiques
- Mehmet Aurélio
- Domingos da Guia
- Eduardo
- Tony Menezes
- José Sanfilippo
- Zizinho
- Zózimo
- Somália
- Sebastián Abreu

## Meilleurs buteurs
1. Ladislau da Guia - 215 buts
2. Moacir Bueno - 162 buts
3. Nívio - 130 buts
4. Menezes - 119 buts
5. Zizinho - 115 buts
6. Paulo Borges - 105 buts
7. Arturzinho - 93 buts
8. Marinho - 83 buts
9. Luís Carlos - 81 buts
10. Décio Esteves et Luisão - 71 buts

## Record de matchs disputés
1. Ubirajara Gonçalves Motta - 280 matchs
2. Ladislau da Guia - 256 matchs
3. Zózimo - 256 matchs
4. Serjão - 249 matchs
5. Nilton dos Santos - 232 matchs
6. Moacir Bueno - 231 matchs
7. Décio Esteves - 221 matchs
8. Gilmar - 221 matchs
9. Luisão - 220 matchs
10. Luiz Antônio da Guia - 216 matchs